# Cotomañinos
El pico de Cotomañinos es un cueto formado por conglomerados sedimentarios del triásico entre el pico Cuchillón y Cueto Mañín, en la sierra de Híjar (España). Forma parte de la divisoria de las vertientes mediterránea (cuenca del Ebro) al N, y atlántica (Pisuerga) al S, entre el Valle de Campoo, en Cantabria, y la comarca palentina de La Pernía.
Desde su pico y hacia el N, se extiende un contrafuerte hasta el río Híjar que separa las cuencas glaciares de Guzmerones al NO y la de Peñalrostro, al SE. Entre su cima y la del Cuchillón se abre el collado de Guzmerones (1085 m s. n. m.) sobre una pequeña cuenca glaciar de vertiente septentrional en la que nace el arroyo de Piedrafita, tributario del Híjar. Esta cuenca constituye uno de los puertos, o pastos de verano de la cabaña campurriana. 
Está unido al Cueto Mañín por un collado (de Cuetomañín), del que nace en su vertientiente meridional el arroyo de Peñalba, uno de los primeros afluentes del Pisuerga. Al mediodía se elevan las Peñas de las Agujas, afloramientos calizos muy escarpados que alcanzan los 1180 metros y que son parte del sistema kárstico de la Cueva del Cobre y fuentes del Pisuerga.